# Boundaries
Boundaries är en amerikansk-kanadensisk dramakomedifilm, som premiärvisades för första gången på filmfestivalen South by Southwest i USA, den 12 mars 2018. Filmen, som spelades in i kanadensiska Vancouver mellan maj och juni 2016, är regisserad av Shana Feste, som även ansvarar för skrivandet av dess manus. Huvudrollerna spelas av Vera Farmiga, Christopher Plummer, Lewis MacDougall, Bobby Cannavale, Kristen Schaal, Christopher Lloyd, och Peter Fonda.

## Handling
Filmens handling kretsar kring tonårsmamman Laura Jaconi och hennes fjortonårige son Henry, som blir tvungna till att sätta sig i bilen, och köra iväg tillsammans med Lauras haschlangande pappa Jack, som precis har blivit utslängd från ett ytterligare äldreboende, till systern JoJo och hennes hem i Los Angeles. Detta ska även komma till att bli en helt vild och frigörande resa, under tiden som dessa tre personer sitter med varandra i bilen.

## Rollista
| Vera Farmiga              | – Laura Janconi   |
| Christopher Plummer       | – Jack Janconi    |
| Lewis MacDougall          | – Henry           |
| Bobby Cannavale           | – Leonard         |
| Kristen Schaal            | – JoJo Janconi    |
| Peter Fonda               | – Joey            |
| Christopher Lloyd         | – Stanley         |
| Dolly Wells               | – Sofia           |
| Yahya Abdul-Mateen II     | – Serge           |
| Ryan Robbins              | – Jim             |
| Chelah Horsdal            | – Terapeut        |
| Jill Teed                 | – Rektor Mueller  |
| Diana Bang                | – Spåkvinna       |
| Emily Holmes              | – Övertrött mamma |
| Jessica McLeod            | – True            |
| Halldor Kenneth Bjarnason | – Jed             |
| Rohan Campbell            | – Mikey           |
| Elizabeth Bowen           | – Griselda        |
| James Kirk                | – Jimmy           |